# Fúquene
Fúquene è un comune della Colombia facente parte del dipartimento di Cundinamarca.
Il centro abitato venne fondato da Gabriel Carvajal nel 1638.